# Ernesto Guido
| 152319 Pynchon | 29 ottobre 2005  |
| 152481 Stabia  | 30 novembre 2005 |

Ernesto Guido (Castellammare di Stabia, 1977) è un astronomo amatoriale italiano.
Il Minor Planet Center gli accredita la scoperta di sei asteroidi, effettuate tra il 2005 e il 2009, ha anche coscoperto quattro supernove: 2007bf , 2007hu ,  2008bw  e 2010ck .
Guido ha anche scoperto, assieme ad altri, la natura cometaria di numerosi asteroidi tra i quali si possono citare:
- C/2005 YW Linear [7], C/2006 XA1 Linear [8], P/2007 C2 Catalina [9], C/2007 D1 Linear [10], C/2006 WD4 Lemmon [11]
- C/2007 O1 Linear [12], C/2007 U1 Linear [13], C/2007 W3 Linear [14], C/2007 Y1 Linear [15], C/2007 JA21 Linear [16]
- la frammentazione della cometa C/2005 K2 Linear [17]

## Riconoscimenti
Nel 2007 gli è stato dedicato l'asteroide 120361 Guido . Nel 2009, assieme a Giovanni Sostero, gli è stato assegnato l'Alan Young Award .